# داردانیا (اروپا)

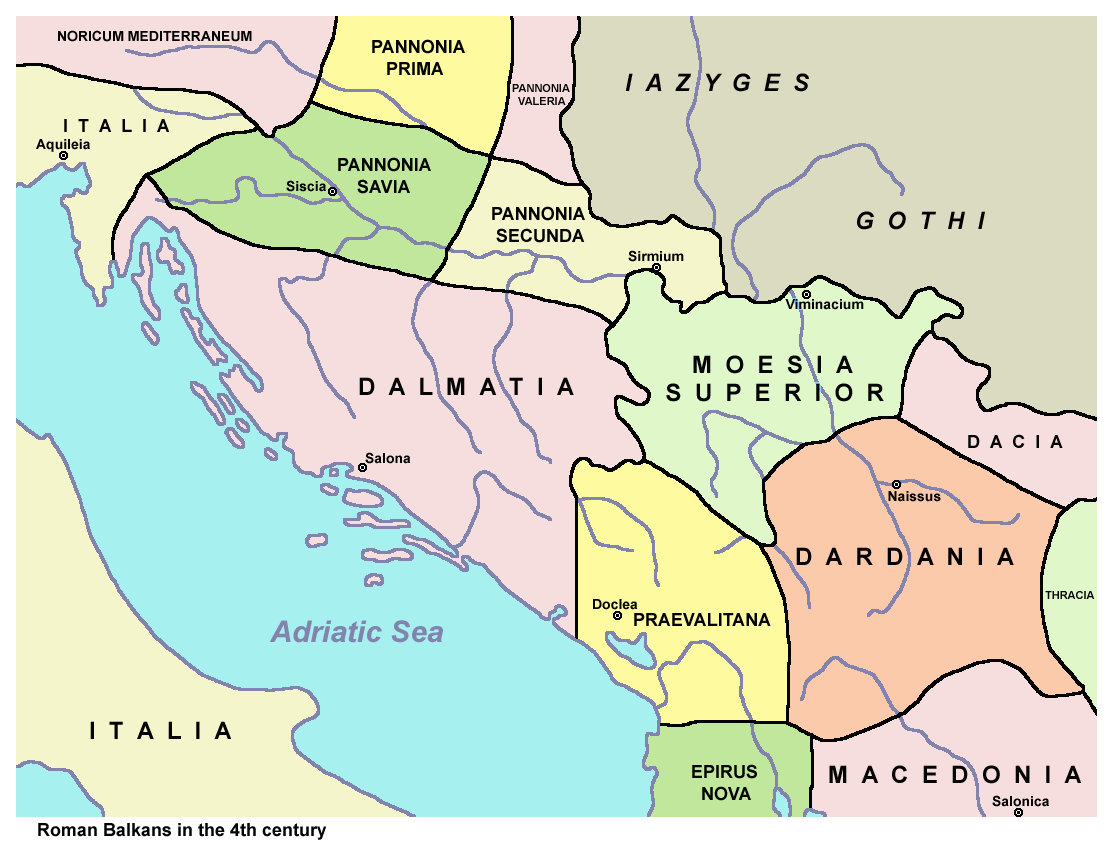
استان‌های رومی پس از اصلاحات اداری در قرن ۴ در بالکان.

داردانیا (به یونانی باستان: Δαρδανία; به لاتین: Dardania) یک استان رومی در بخش مرکزی بالکان بود. این ناحیه در ابتدا جایی غیررسمی در موئیسیا (۸۷–۲۸۴) بود و سپس به صورت یک استان اجرایی بخشی از اسقف نشین موئسیا (۲۹۳–۳۳۷) شد. نام آن از قبیله باستانی از داردانی که ساکنان این منطقه قبل از فتوحات روم در قرون ۲ و ۱ پیش از میلاد بودند، گرفته شد. این ناحیه هم‌اکنون تقریباً با ناحیت کوزوو یکی است.